# مجلس أخلاقيات القيم المنقولة
مجلس أخلاقيات القيم المنقولة  (Le Conseil Déontologique des Valeurs Mobilières أو CDVM) هي مؤسسة عامة مهمتها ضمان حماية المستثمرين وضمان سير وشفافية أسواق الأوراق المالية في المغرب. وقد شهد المجلس منذ إنشائه العديد من الإنجازات في تطوره سواء من حيث تنظيمها وطريقة تشغيلها ومن حيث المهام الموكلة إليها.
ويتجسد الهدف الرئيسي للمجلس هو تزويد هيئة السوق بالصلاحيات اللازمة وتوفير وسائل أسهم كافية لضمان مراقبة فعالة لمصلحة أصحاب سوق وبصورة أعم دعم عملية تطوير السوق.

## روابط خارجية
- المغرب: مجلس القيم المنقولة يحمل إدارة البورصة مسؤولية تسرب معلومات سرية
- مجلس القيم المنقولة يضطلع بدور أساسي في حماية
- مجلس أخلاقيات القيم المنقولة يصادق على إصدار «إفريقيا غاز» لقرض مقابل سندات بمبلغ 600 مليون درهم
- مجلس أخلاقيات القيم المنقولة يصادق على الإشعار المتعلق بإعادة شراء أسهم «سلافين»
- مجلس أخلاقيات القيم المنقولة يصادق على مذكرة إعلام تتعلق بالرفع من رأسمال البنك المغربي للتجارة الخارجية
- لأول مرة في تاريخ المجلس: دركي البورصة يحيل خمسة شركات على وكيل الملك المختص بقضايا الفساد المالي